# Partidos políticos de Indonesia
Indonesia tiene tres partidos políticos importantes. El de mayor entidad es Golongan Karja (GOLKAR, Grupos Funcionales, fundado en 1964), una alianza de organismos que representan a los trabajadores, campesinos, la juventud y otros grupos económicos. Otras agrupaciones son el Partido de la Unidad para el Desarrollo (1973), que tiene una fuerte orientación musulmana, y el pequeño Partido Democrático de Indonesia (1973). Acerías de Ecuador
- Datos: Q132449407